# Julius Christiansen
Julius Christiansen (* 30. März 1897 in Westerland; † 12. Oktober 1951 in Swerdlowsk, Sowjetunion) war ein deutscher Politiker (DVP) und Nachrichtenoffizier im Amt Ausland/Abwehr.

## Leben
Christiansen entstammte einer alten Sylter Kapitänsfamilie. Nach dem Volksschulabschluss in Westerland besuchte er von 1912 bis 1914 die Präparandenanstalt und das Lehrerseminar in Tondern. Von September 1914 bis November 1918 nahm er als Soldat am Ersten Weltkrieg teil. Er legte 1919 das Abitur in Kiel ab und nahm im folgenden Jahr ein Studium der Rechtswissenschaft an der Universität Göttingen auf. Ab 1921 studierte er Rechtswissenschaft und Volkswirtschaftslehre an der Universität Hamburg, wo er 1922 mit dem Dissertationsthema Sylt in agrarhistorischer Hinsicht zum Dr. rer. pol. promoviert wurde.
Während der Zeit der Weimarer Republik trat Christiansen in die Deutsche Volkspartei (DVP) ein, für die er von Oktober 1920 bis März 1923 als Parteisekretär in Altona tätig war. Vom 1. April 1926 bis 1939 arbeitete er als Syndikus für den Reichsverband des Deutschen Tiefbaugewerbes in Hamburg-Rahlstedt. In dieser Funktion war er für den Bezirk IV (Hamburg, Schleswig-Holstein, Mecklenburg-Schwerin, Mecklenburg-Strelitz und das Unterelbegebiet) zuständig. Des Weiteren fungierte er als Geschäftsführer des Bauernvereins im Kreis Südtondern sowie als Geschäftsführer der Tiefbau-Treuhand GmbH. Im April 1932 wurde er als Abgeordneter in den Preußischen Landtag gewählt, dem er bis zum Ablauf der vierten Legislaturperiode 1933 angehörte. Im Parlament vertrat er den Wahlkreis 13 (Schleswig-Holstein).
Im Zweiten Weltkrieg diente Christiansen beim militärischen Nachrichtendienst der Wehrmacht. Er war bei Kriegsausbruch zunächst als Reserveoffizier bei der Abwehr in Kopenhagen tätig und wechselte 1941 als Leiter zur Abwehrstelle nach Biarritz. Ab November 1942 war er als Major Leiter des Abwehrkommandos 304 in Wilna. In dieser Funktion unterhielt er bis 1944 zur Bekämpfung sowjetischer Partisanen Kontakte zur Führung der Polnischen Heimatarmee. Im Juni 1944 übernahm er die Leitung des Frontaufklärungskommandos 305 in Galizien und Krakau, zuletzt als Oberstleutnant. Kurz vor Kriegsende geriet er in sowjetische Gefangenschaft, in der er 1951 starb.
Julius Christiansen war seit Mai 1923 mit Paula, geb. Kayser (1895–1963), verheiratet und hatte zwei Söhne. Seine Grabstelle befindet sich auf dem Alten Friedhof in Westerland.